# Sea-Watch

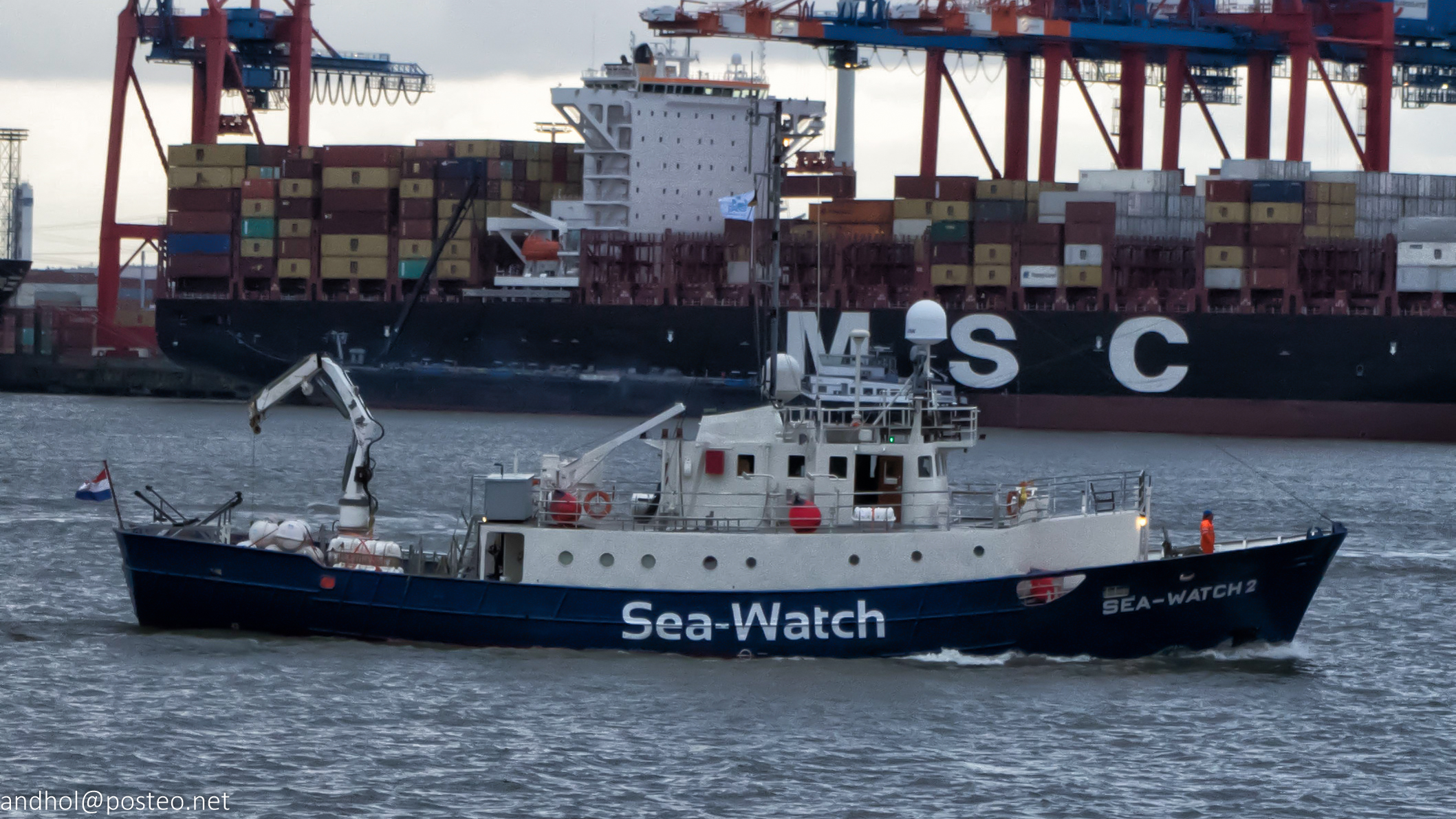
Le Sea-Watch 2 à Hambourg en 2016.

Sea-Watch est une ONG allemande qui participe au sauvetage des migrants en détresse en Méditerranée, en particulier en affrétant des navires à cet effet. En juin 2019, le Sea-Watch 3 est le seul navire humanitaire au large de la Libye. 

## Les navires
Le Sea-Watch est un ancien navire de pêche, acquis en 2015, utilisé comme bateau de sauvetage en Méditerranée jusqu'à son transfert à l'association. 
Le Sea-Watch 2 est un ancien navire de recherche sur la pêche, utilisé pour des opérations de sauvetage de 14 jours entre la côte libyenne et l'île de Malte dans le sillage du Sea-Watch entre 2016 et 2017, puis vendu à l'association Lifeline. 
Le Sea-Watch 3 était auparavant exploité par l’organisation non gouvernementale Médecins sans frontières.

### 2017
Le 6 novembre 2017, les marins du navire arrivent à secourir cinquante-huit personnes au cours d'une opération partiellement empêchée par la marine libyenne, pendant laquelle vingt migrants se noient,,. Des images vidéo démontrant la responsabilité des gardes-côtes libyens sont utilisées pour une action en justice contre l’Italie auprès de la Cour européenne des droits de l’homme.
Le navire reprend la mer en novembre 2018,,, après avoir été bloqué à Malte entre juillet et octobre.

### 2019
Début janvier 2019, le Sea-Watch 3 transporte une trentaine de rescapés mais ne peut accoster ni à Malte ni en Italie, ni en Espagne. Le 3 janvier, la France, l'Allemagne et les Pays Bas proposent d'accueillir une partie des 49 migrants bloqués au large de Malte « dans le cadre d’un effort collectif de répartition »,. Selon Mina Andreeva, porte-parole adjointe de la Commission européenne, il faut « plus de solidarité » et des « solutions prévisibles et durables pour le débarquement et la relocalisation en Méditerranée », citant le commissaire chargé des Migrations, Dimitris Avramopoulos.   
Deux semaines après le sauvetage, 49 migrants sont toujours bloqués au large de Malte sur le Sea-Watch 3 et le Sea-Eye, malgré l'appel du pape François. Le mercredi 10 janvier, ils peuvent enfin débarquer à Malte, après qu'un accord a été trouvé pour les répartir dans huit autres pays européens,. Fin janvier, alors que le bateau transporte 47 migrants dont l'Italie refuse le débarquement, le gouvernement italien se retourne contre le gouvernement hollandais et Sea-Watch saisit la Cour européenne des droits de l’homme. Le 29 janvier, l’Italie, l’Allemagne, la France, Malte, le Portugal et la Roumanie et le Luxembourg s'accordent sur la répartition des 47 migrants secourus le 19 janvier par le Sea-Watch 3. Matteo Salvini demande sa mise sous séquestre, mais le navire amarré à Catane pour débarquer les réfugiés est bloqué par l'armée italienne en raison d'une « série de non-conformités » ; l'ONG dénonce une pression politique. Le 13 avril 2019, 62 migrants secourus le 3 avril par le navire Alan-Kurdi (qui prend le nom du Syrien de trois ans retrouvé noyé sur une plage turque) sont débarqués à Malte, et répartis entre l'Allemagne, la France, le Portugal et le Luxembourg,. Le dimanche 19 mai, la saisie du navire SeaWatch 3 par la police italienne entraîne le débarquement à Lampedusa de 47 migrants recueillis le 15 mai,, provoquant la colère de Matteo Salvini qui s'opposait au débarquement,. 
En juin 2019, le navire est à nouveau bloqué avec 53 migrants à bord, secourus le 12 juin au large de la Libye. L'Italie n'accepte le débarquement que de 11 personnes particulièrement vulnérables; la situation se tend le 25 lorsque la capitaine du navire menace d'accoster à Lampedusa malgré l'interdiction, puis entre dans les eaux territoriales italiennes, selon l'ONG « pas par provocation, mais par nécessité, par responsabilité »,,. Dans son éditorial, Le Monde estime que la capitaine Carola Rackete ne fait que « rappeler à tous l’existence de conventions internationales [comme celle qui énonce que] le sauvetage en mer s’impose à tous ». Dans une tribune, 700 personnalités prennent la défense des réfugiés, s'opposant à Matteo Salvini. Selon un sondage publié dans le quotidien italien conservateur Il Giornale, 61 % des Italiens sont contre le fait que le Sea Watch accoste au port de Lampedusa. Le navire est placé sous séquestre après avoir accosté dans la nuit du 28 au 29 juin, et Carola Rackete est arrêtée pour aide à l’immigration clandestine puis libérée par la justice italienne, (voir l'article Carola Rackete pour plus de détails). La France propose d'accueillir 10 des réfugiés, et Martine Aubry annonce que Lille est volontaire, comme déjà en juillet 2018 pour 42 personnes sauvées par l'Aquarius de SOS Méditerranée. Bloqué pendant plus de cinq mois, le navire est relâché le 19 décembre, la justice italienne n'ayant trouvé aucun fondement juridique pouvant justifier sa mise sous séquestre.
Le Sea-Watch 3 est à nouveau immobilisé en mars 2021, dans un port sicilien d’Augusta où il avait fait débarquer 363 migrants le 3 mars.

### 2020
Le 6 août, Médecins sans frontières et Sea-Watch s'allient pour reprendre les sauvetages en Méditerranée, à bord d’un nouveau navire, le Sea-Watch 4, acheté grâce au soutien de United 4 Rescue, une organisation citoyenne protestante allemande,. Le navire est bloqué par l'Italie en septembre 2020 alors qu'il s’apprêtait à aller porter secours en mer; la raison invoquée est que le nombre de gilets de sauvetage contenus sur le bateau est insuffisant, ce que l'association interprète comme « une manœuvre systématique pour empêcher les opérations de secours dans la Méditerranée centrale ».

### 2021
Les navires Sea-Watch 3 et  Sea-Watch 4 sont bloqués en mars par les garde-côtes au port sicilien d’Augusta sous prétexte de problèmes de sécurité, et à Palerme pendant six mois jusqu’en mars, « à l’issue d’une inspection ayant permis de trouver trop de gilets de sauvetage à son bord par rapport à sa taille », respectivement.

## Distinctions

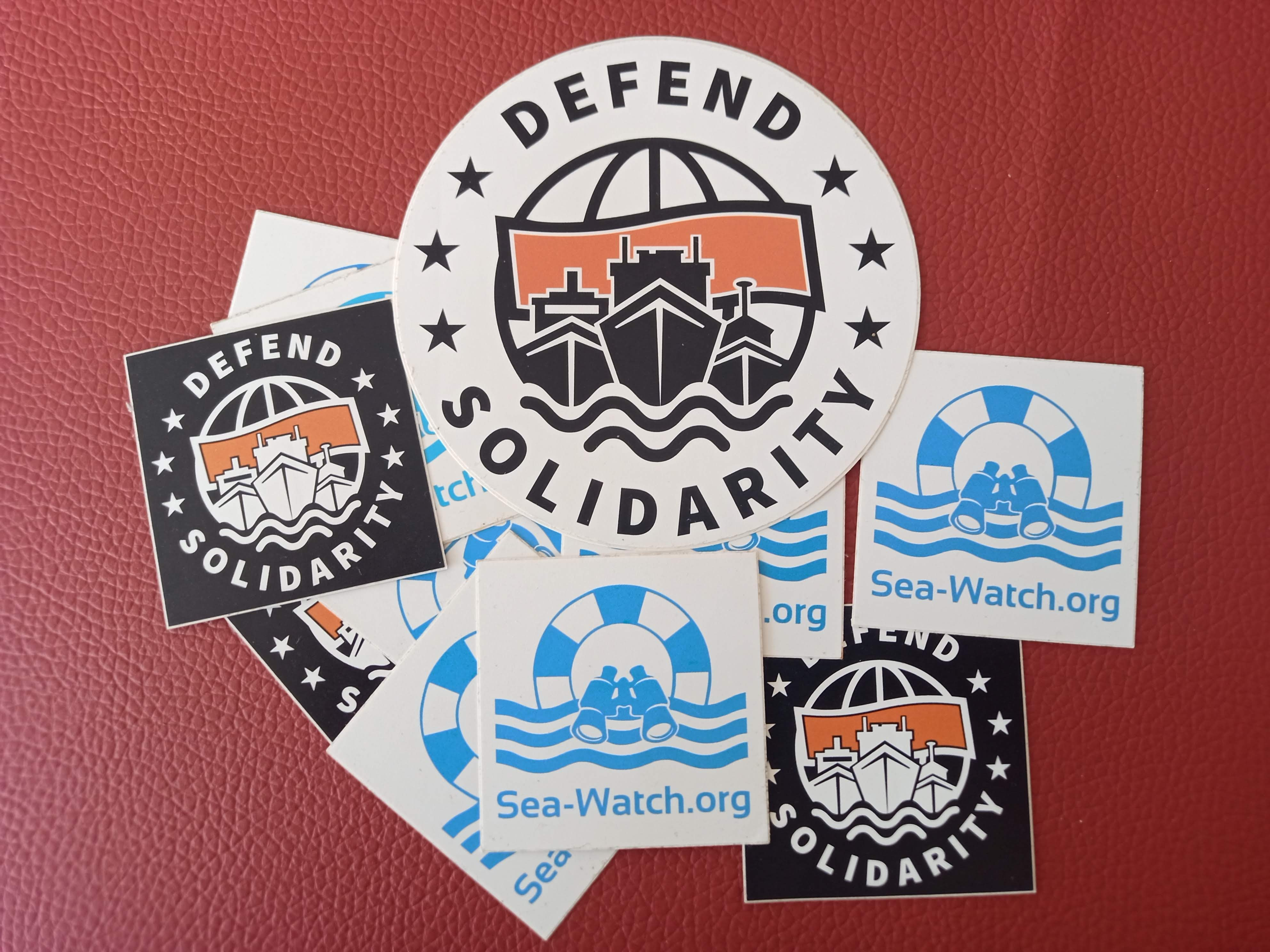
Autocollants de la Sea-Watch et de sa campagne Defend solidarity.

La maire de Paris Anne Hidalgo propose de remettre la médaille Grand Vermeil, la plus haute distinction de la Ville de Paris, aux deux capitaines du Sea-Watch 3, Carola Rackete et Pia Klemp, pour réaffirmer son « soutien aux femmes et hommes qui œuvrent au sauvetage des migrants au quotidien »,. Carola Rackete et Pia Klemp refusent toutes deux cette décoration, dénonçant l'hypocrisie de la situation,.